# Lacazia loboi
Lacazia loboi, a única espécie do gênero Lacazia, é uma levedura encontrada em águas tropicais de toda América Latina, mas é no Brasil onde ocorrem a maioria dos diagnósticos de lobomicose.

## Patologia
Os L. loboi penetram por feridas e causam verrugas brancas ou escuras, com aparência de couve-flor, ou úlceras infiltrantes que crescem lentamente (por dias ou semanas). Geralmente aparecem nas pernas ou ouvidos. Afetam humanos e golfinhos. Pode ser diagnosticado a partir de amostra do granuloma ou nódulo, tingindo com Periodic-Acid-Schiff (PAS) ou Gomori-Grocott ou com prata de Gridley. Sao vistas ao microscópio como cadeias de leveduras ou fagocitadas por células gigantes. Pode ser removida cirurgicamente ou tratada com clofazimina.

## Nomes antigos
O primeiro caso de Lobomicose foi identificado por Jorge de Oliveira Lobo em 1936, no estado de Pernambuco. Anos depois recebeu diversos nomes:
- 1940 Glenosporella.
- 1941 Blastomyces.
- 1943 Glenosporosis amazonica.
- 1944 Paracoccidioides.
- 1952 Blastomyces loboi.
- 1956 Loboa loboi.
- 1958 Lobomyces loboi.
- 1999 Lacazia loboi.